# Bazinul Ostravei
Bazinul Ostravei sau Bazinul Ostrava (în cehă Ostravská pánev, în poloneză Kotlina Ostrawska, în germană Ostrauer Becken) este o regiune joasă și o mezoregiune geomorfologică din Cehia și Polonia. Se află în regiunea Moravia-Silezia din Cehia și în voievodatul Silezia din Polonia.

## Geomorfologie
Bazinul Ostravei este o mezoregiune a Subcarpaților Exteriori de Nord în cadrul Subcarpaților Exteriori din Carpații de Vest. Teritoriul este puternic perturbat de tectonica radială terțiară. Relieful are caracterul unei câmpii sau a unei zone înalte plate cu creste rotunjite.
Sunt tipice câmpiile inundabile plate și întinse, mărginite de terase abrupte și relativ joase.
Un element important al reliefului îl reprezintă formele antropice cauzate de activitățile industriale și miniere, în special haldele de steril.
Bazinul este mai departe subdivizat în opt microregiuni, șapte în Cehia și una în Polonia: Câmpia Antošovice, Câmpia inundabilă Ostrava, Podișul Karviná, Podișul Havířov, Câmpia Nová Bělá, Podișul Poruba, Podișul Orlová (în Cehia) și Câmpia înaltă Kończyce (în Polonia).
Zona este săracă în dealuri. Cel mai înalt vârf este Kouty, aflat la 337 metri (1.106 ft) deasupra nivelului mării, situat pe teritoriul orașului Sedliště din districtul Frýdek-Místek.

## Geografie
Bazinul are o suprafață de 616 kilometri pătrați (238 mi2), din care 486 kilometri pătrați (188 mi2) în Cehia și 130 kilometri pătrați (50 mi2) în Polonia. Are o altitudine medie de 244 metri (801 ft) deasupra nivelului mării.
Numeroase izvoare sunt tipice pentru bazinul Ostravei. Aici se găsește o confluență a mai multor râuri importante: Oder, Olza, Ostravice, Opava și Lučina. Bazinul conține ape minerale cu o compoziție chimică unică în Cehi (stațiunile balneare Klimkovice și Lázně Darkov⁠(d)).
Zăcăminte de cărbune au fost descoperite la sfârșitul secolului al XVIII-lea, astfel zona a fost puternic industrializată în secolul al XIX-lea și, prin urmare, urbanizată. Cele mai populate așezări din teritoriu sunt Ostrava, Havířov, Karviná, Orlová⁠(d) și Bohumín⁠(d). Frýdek-Místek se află, de asemenea, parțial în acest bazin.